# Oncopsis juno
Oncopsis juno är en insektsart som beskrevs av Hamilton 1983. Oncopsis juno ingår i släktet Oncopsis och familjen dvärgstritar. Inga underarter finns listade i Catalogue of Life.